# Who Shot Johnny Rock?
Who Shot Johnny Rock? is een interactieve film van American Laser Games dat oorspronkelijk uitkwam in 1991 voor arcade en personal computer. Later kwam het spel ook uit voor Mega-CD, 3DO en Cd-i. Nadat American Laser Games werd opgedoekt en de rechten van de spellen werden opgekocht door Digital Leisure kwam het als apparaatonafhankelijk spel uit voor een dvd-speler.

## Verhaal
Het verhaal speelt zich af in Chicago anno 1930 waar de maffia en criminaliteit overheersen. De speler is een privédetective die werd ingehuurd om de moord op nachtclubzanger Johnny Rock op te lossen. Daarbij dient de speler diverse personen te ondervragen, misdadigers neer te schieten en onschuldigen te sparen.

## Spelbesturing
Net zoals bij de meeste andere spellen van American Laser Games, is het spel een first-person shooter waarbij gebruik wordt gemaakt van Full Motion Video met echte acteurs. In de arcade-versie gebeurt de besturing met een lichtpistool in de vorm van een Thompsonpistoolmitrailleur. Op pc werd gebruikgemaakt van de computermuis of een optionele PC Gun Shot. Ook op 3DO kon men het spel eventueel spelen met additioneel lichtpistool.
Verder heeft de speler een bepaald geldbedrag op zak. Daarmee dient hij munitie te kopen. Wanneer de speler een onschuldige doodschiet, staat hij in voor diens begrafeniskosten. Wordt de speler zelf geraakt, worden de medische kosten van het geldbedrag afgetrokken. Het spel is afgelopen wanneer de speler onvoldoende geld heeft om munitie te kopen, om de begrafenisondernemer te betalen of dokterskosten af te lossen.

## Platforms
| Jaar | Platform          |
| ---- | ----------------- |
| 1991 | Arcade            |
| 1994 | 3DO, DOS, Mega-CD |
| 1995 | CD-i              |
| 2008 | Windows           |

## Ontvangst
| Beoordeeld door                 | Platform | Datum           | Score |
| ------------------------------- | -------- | --------------- | ----- |
| Coming Soon Magazine            | DOS      | december 1994   | 77%   |
| GamePro (USA)                   | 3DO      | oktober 1994    | 70%   |
| neXGam                          | CD-i     | 1995            | 60%   |
| 7Wolf Magazine                  | Windows  | 30 oktober 2003 | 60%   |
| PC Gamer                        | DOS      | september 1994  | 59%   |
| Pelit                           | DOS      | april 1994      | 48%   |
| Electronic Gaming Monthly (EGM) | CD-i     | augustus 1994   | 48%   |
| PC Games (Duitsland)            | DOS      | juni 1994       | 45%   |
| Just Games Retro                | SEGA CD  | 7 januari 2007  | 42%   |
| All Game Guide                  | SEGA CD  | 1998            | 30%   |